# Велика брехня
Велика брехня (нім. große Lüge) — пропагандистський прийом. Визначений Адольфом Гітлером у книзі «Моя боротьба» (нім. Mein Kampf, 1925) як «брехня настільки велика, що ніхто не повірить у те, що хтось мав сміливість спотворити реальність так безсоромно».

## Визначення Гітлера
Сам Гітлер визначає прийом «великої брехні» в 10 розділі книги «Моя боротьба».
У тому ж розділі Гітлер звинуватив євреїв у застосуванні прийому «великої брехні».

## «Велика брехня» і Голодомор
Роберт Конквест вважає, що заперечення Голодомору було першим вагомим прикладом застосування Радянською владою пропагандистської техніки «великої брехні». Подібні кампанії здійснювались для відволікання уваги від Московських процесів та системи ГУЛАГ.

## «Велика брехня» і Голокост
У ревізіоністській літературі слово «брехня» вживається для позначення, за твердженням авторів подібної літератури, «вигадок та фальсифікацій», що стосуються Голокосту. За зразком «Аушвіц-люге» (нім. Auschwitz-Lüge, Auschwitz — «Освенцим» + Lüge — «брехня») — німецький вираз, який застосовується заперечувачами голокосту — тобто тими, хто стверджує, що ніяких злочинів гітлерівців стосовно європейських євреїв не було, концтаборів і голокосту також не було. Конкретно мається на увазі концтабір Освенцим (звільнений у 1945).
Слово «брехня» часто зустрічається в назвах праць ревізіоністів голокосту: Ромм Фредді А. «Брехня і правда про Голокост» [Архівовано 23 грудня 2009 у Wayback Machine.], Юрген Граф «Велика брехня XX століття», Дмитро Кукушкін «Кому і навіщо потрібна брехня про голокост?», Артур Бутц «Брехня двадцятого століття», Поль Рассіньє «Брехня Одіссея», Тіс Крістоферсен «Брехня Аушвіцу», Theodore J. O'Keefe «The Liberation of the Camps: Facts vs. Lies», Девід Ірвінг Truth in History — The Holocaust Lie Exposed, Germar Rudolf, Carlo Mattogno: Auschwitz Lies. Legends, Lies, and Prejudices on the Holocaust, Сергій Панкін. Голокост: правда чи брехня?, Emil Aretz «Hexeneinmaleins der Lüge» тощо.
Опоненти ревізіоністів Голокосту — прихильники загальноприйнятої в історіографії точки зору, стверджують, що текстові варіації ревізіонізму виглядають так: «Голокост — це міф …», «Голокост — це брехня …», «Голокост — це обман …», «Голокост — це фальсифікація …», «Голокост — це містифікація», «Голокост — це афера …» тощо. Опоненти ревізіоністів Голокосту стверджують, що «з їхніх позицій Голокост вбачається великою брехнею, найбільшою змовою всіх часів».
Президент Ірану Махмуд Ахмадінежад заявив, що «Голокост — брехня, заснована на бездоказових і міфічних твердженнях».
2004 року контрольована урядом Єгипту газета «Al-Liwaa Al-Islami» двома подачами опублікувала статтю «Брехня про спалювання євреїв» (англ. The Lie About the Burning of the Jews) в якій стверджується, що Голокост є єврейською вигадкою і що євреї вигадали «брехню про геноцид» (англ. lies of genocide) з метою тиску на Захід:

| «Для нас цікавим є те, що ця брехня [про] спалювання євреїв у нацистських крематоріях і досі поширюється в усьому світі з метою вимагання від Заходу зробити простішим для євреїв Європи полювання [так в оригіналі] на Палестину і створення там держави в порушення основних принципів міжнародного права і права народів на незалежне життя без окупації. [Цю брехню] роздуто [також], щоб [євреї] отримували фінансову, технологічну, і економічну допомогу від Заходу…» Оригінальний текст (англ.) What interests us here is that this lie [about] the burning of the Jews in the Nazi crematoria has been disseminated throughout the world until our time in order to extort the West and make it easier for the Jews of Europe to hunt [sic] Palestine and establish a state on it, in disregard of the most basic principles of international law and the right of peoples to independent life without occupation. [This lie] was raised [also] so that [the Jews] would receive financial, technological, and economic aid from the West…[8] |
Ревізіоністи Голокосту та деякі політики також називають Голокост «великою брехнею». Зокрема, Президент Ірану, Махмуд Ахмадінежад, назвав Голокост «великою брехнею», радник глави британського уряду, член асоціації мусульманських адвокатів Ахмад Томсон у 1994 році написав книгу, в якій стверджує, що загибель 6 мільйонів євреїв під час Голокосту — «велика брехня», прессекретар уряду Ірану Голям Хоссейн Ельхам (англ. Gholam Hossein Elham) назвав «великою брехнею» (англ. Big Lie) «концепцію Голокосту».
Визначення «велика брехня» також зустрічається в дослідженнях ревізіоністів та назвах їхніх книг, наприклад, в книзі Юргена Графа «Велика брехня XX століття». Адвокат Сільвія Стольц під час суду над ревізіоністом Голокосту Ернстом Цюнделем назвала Голокост «найбільшою брехнею у всесвітній історії» (англ. the biggest lie in world history). В суді Стольц зачитала статтю з газети, в якій описувався виступ всесвітньо відомого ізраїльського джазового музиканта Гілада Ацмона (англ. Gilad Atzmon) в Бохумі, де той публічно заявив, що записана історія Другої світової війни і Голокосту є «цілковитою підробкою, вигаданою американцями та сіоністами».
Німецький правий радикал і колишній терорист з «Фракції червоної армії» Горст Малер у статті під заголовком «Історики і вчені підтримують погляди іранського президента на Голокост» заявив: «Голокосту ніколи не було. Це найбільша брехня в історії» (нім. "Der Holocaust hat nie stattgefunden. Er ist die größte Lüge der Geschichte.").

## «Велика брехня» в масовій культурі
Роман Джорджа Орвелла «1984» посилається на теорію Великої Брехні кілька разів. Наприклад:
- «Ключове слово тут — білочорний. Як і багато слів новомови, воно містить два протилежних значення. У застосуванні до опонента воно означає звичку безсоромно стверджувати, що чорне — це біле, всупереч очевидним фактам».
- «Говорити явну брехню і одночасно в неї вірити, забути будь-який факт, що став незручним, і витягти його із забуття, як тільки він знову знадобився, заперечувати існування об'єктивної дійсності і враховувати дійсність, яку заперечуєш, — все це абсолютно необхідно»[16].

Актор Річард Белцер визначає «велику брехню» у своїй книзі «НЛО, Кеннеді, і Елвіс: змови, щоб повірити в які, не обов'язково бути божевільним» так: «Якщо ви говорите досить велику брехню, і говорите її досить часто, люди повірять, що Ви говорите правду, навіть якщо те, що ви кажете — повна фігня.»
У грі Цивілізація IV, всі ідеології мають цитати, які роз'яснюють їхній зміст. Цитата, що стосується фашизму: «Великі маси людей швидше повірять у велику брехню, ніж у маленьку».

## Телефільми
«Велика брехня» (ТБ-серіал, 2004) (Büyük yalan / The Big Lie) Драма. Режисер: Юксел Аксу, Країна — Туреччина.